# Orsimonia gracillimus
Orsimonia gracillimus is een hooiwagen uit de familie Assamiidae.